# Поміжжя (фільм)
«Поміжжя» (англ. Passing) — чорно-білий драматичний фільм 2021 року: сценарій, продюсування та режисерський дебют Ребекки Голл. Він заснований на однойменному романі Нелли Ларсен 1929 року, а його назва стосується афроамериканців, які мали досить світлий колір шкіри, щоб їх сприймали як білих, яких називали «passing». У фільмі зіграли Тесса Томпсон, Рут Неґґа, Андре Голланд, Білл Кемп, Ґбенґа Акіннаґбе, Антуанетта Кроу-Леґасі та Александр Скашґорд.
Світова прем’єра відбулася на кінофестивалі «Санденс» 30 січня 2021 року, обмежений прокат розпочався 27 жовтня 2021 року, а потім 10 листопада вийшов на Netflix. Фільм отримав визнання критики, яка високо оцінила сценарій і режисуру Голл, а також гру Томпсон і Неґґи. Асоціація афроамериканських кінокритиків назвала фільм одним із 10 найкращих фільмів 2021 року. За свою гру Рут Неґґа була номінована на премію «Золотий глобус», BAFTA та премію Гільдії кіноакторів у категорії «Краща жіноча роль другого плану».

## Сюжет
У 1920-х роках у Нью-Йорку Ірен «Ріні» Редфілд, яка живе в Гарлемі, випадково зустрічає подругу дитинства Клер Белью в їдальні готелю. У той час як Ріні одружилася з чорношкірим лікарем, світлошкіра чорна Клер видає себе за білу і одружилася з заможним білим чоловіком з Чикаґо на ім'я Джон.
Клер запрошує Ріні до свого готельного номера, щоб вони могли поговорити більш відкрито. Клер пояснює, що після смерті батька її виховували дві білі тітки, і вона дуже молодою вступила в шлюб. Їх перериває Джон, який відкрито зневажає та принижує чорних людей, не знаючи про расу своєї дружини. Ріні залишає готель, розгнівана на Клер, і відмовляється відповідати на її листи. Однак після того, як Клер несподівано з’являється в будинку Ріні та просить вибачення за зустріч, вони відновлюють свою дружбу.
Клер, яка хоче знову спілкуватися з темношкірими, йде на танцювальну вечірку, яку організовує Ріні. Більшість гостей на вечірці вважають Клер чарівною, включаючи чоловіка Ріні, Браяна. Перебуваючи там, Ріні розкриває секрет Клер своєму другові, письменнику Г'ю Вентворту, який, здається, вражений Клер менше, ніж інші.
Минає час, і Клер незабаром стає залученою до всіх аспектів життя Ріні, приєднуючись до Ріні та Браяна під час усіх їхніх прогулянок. Спочатку Ріні здається щасливою, що Клер поруч, але незабаром вона розчаровується в Клер і починає бути невдоволеною її присутністю. Браян, також незадоволений, намагається розповісти своїм дітям про расизм в Америці, оскільки Ріні відмовляється кудись переїжджати. Однак Ріні вважає, що діти ще надто малі, щоб дізнаватися про такі речі, розпалюючи сварку між ними, що ще більше напружує їхній шлюб. Після того, як Браян запрошує Клер на чаювання, з якого Ріні цілеспрямовано її виключила, Ріні починає підозрювати, що Клер і Браян мають роман.
Під час шопінгу зі своєю подругою Феліз, яка не може пройти повз, Ріні зустрічає Джона і поспішає геть, оскільки він починає усвідомлювати правду про расове походження своєї дружини. Ріні намагається попередити Клер, але вирішує відмовитися, коли не може зв’язатися з нею телефоном.
Коли Браян, Ріні та Клер прямують на різдвяну вечірку Феліз на верхньому поверсі семиповерхової будівлі, Ріні запитує Клер, що б вона зробила, якби Джон колись дізнався правду. Клер відповідає, що вона повернеться до Гарлему, щоб бути з нею, і відповідь непокоїть Ріні. Під час вечірки Ріні мовчить, уникаючи інших гостей. Вона відкриває велике вертикальне вікно, щоб покурити. Раптом Джон у гніві вривається у квартиру, вимагаючи побачити Клер, яка зберігає спокій, і рухається поруч з Ріні біля вікна. Джон звинувачує її в тому, що вона «брудна брехуха», і кидається до неї, після чого Ріні різко кладе руку на таз Клер. Клер падає у вікно, але незрозуміло, чи Джон штовхнув її, чи Ріні штовхнула її, чи вона покінчила життя самогубством.
У жаху всі інші гості вибігають на вулицю, не знаючи, померла Клер чи ні. Після деяких вагань Ріні повільно спускається вниз, де поліція опитує гостей. Браян заявляє, що, на його думку, Джон штовхнув Клер, але коли його запитують, Ріні стверджує, що, на її думку, падіння було нещасним випадком. Фільм закінчується тим, що поліція оголошує смерть внаслідок нещасного випадку, Ріні плаче на руках у Браяна, а тіло Клер виносять медики.

## У ролях
- Тесса Томпсон — Ірен «Ріні» Редфілд
- Рут Неґґа — Клер Белью
- Андре Голланд — Браян Редфілд
- Білл Кемп — Г'ю Вентворт
- Александр Скашґорд — Джон Белью
- Ґбенґа Акіннаґбе — Дейв Фрідленд
- Антуанетта Кроу-Леґасі — Феліз
- Ешлі Вейр Дженкінс — Зу

## Виробництво
У серпні 2018 року було оголошено, що Ребекка Голл дебютує як режисерка на екранізації роману Нелли Ларсен, а головні ролі виконають Тесса Томпсон і Рут Неґґа. Голл почала писати фільм десятиліття тому, рефлексуючи про історію своєї родини. Коли Голл представила версію сценарію, Неґґа вирішила долучитись до створення цього фільму, оскільки вона була здивована, що твір був непопулярним, після прочитання роману «повністю вражена» ним. Томпсон заявила, що фільм буде знятий у чорно-білому. Андре Голланд був обраний у жовтні 2019 року. У листопаді 2019 року до акторського складу фільму приєднався Александр Скашґорд.
До початку фільмування залишилося менше місяця, але Голл все ще не вистачало 500 000 доларів на бажаний бюджет у 10 мільйонів доларів, і їй довелося подати заявку на два гранти, щоб покрити різницю. Знімання розпочалися в листопаді 2019 року в Нью-Йорку.
Бенджамін Лі з The Guardian високо оцінив використання співвідношення сторін 4:3, оскільки в цьому фільмі воно було «і зручним, і практичним, з огляду на менший бюджет». На третьому тижні знімання роль Г'ю Вентворта, спочатку призначена для Бенедикта Камбербетча, залишилася без участі, а бюджетні реалії та стислі терміни знімання означали, що для постановки потрібен актор, який живе в Нью-Йорку. 21 листопада Білл Кемп підписав контракт, і фільмування завершилися в грудні після 23-денної роботи. 

## Вихід
Світова прем'єра фільму відбулася на кінофестивалі «Санденс» 30 січня 2021 року. Невдовзі після цього Netflix придбав права на розповсюдження фільму приблизно за 15 мільйонів доларів. Він також був показаний на Нью-Йоркському кінофестивалі 3 жовтня 2021 року. Обмежений прокат фільму відбувся 27 жовтня 2021 року, до трансляції на Netflix 10 листопада.
За даними Samba TV, фільм подивилися 653 000 домогосподарств протягом перших трьох днів виходу. 